# Triplets (bergstopp i Antarktis, lat -62,38, long -59,75)
Triplets är en bergstopp i Antarktis. Den ligger i Sydshetlandsöarna. Argentina, Chile och Storbritannien gör anspråk på området.
Terrängen runt Triplets är platt norrut, men söderut är den kuperad. Havet är nära Triplets västerut. Trakten är glest befolkad. Närmaste befolkade plats är Maldonado Station, 7,3 kilometer söder om Triplets. 